# Barret (Charente)
Barret ist eine Gemeinde mit 1092 Einwohnern (Stand 1. Januar 2022) im westfranzösischen Département Charente in der Region Nouvelle-Aquitaine.

## Lage
Die Gemeinde Barret liegt in einer Höhe von etwa 80 Metern ü. d. M. etwa 28 Kilometer (Fahrtstrecke) südöstlich von Cognac bzw. etwa 40 Kilometer südwestlich von Angoulême in der alten Kulturlandschaft des Angoumois im Süden der Charente.

## Bevölkerungsentwicklung
| Jahr      | 1962 | 1968 | 1975 | 1982 | 1990 | 1999 | 2006 | 2017 |
| Einwohner | 747  | 750  | 810  | 862  | 951  | 866  | 896  | 1027 |

Im 19. Jahrhundert hatte die Gemeinde meist deutlich über 1000 Einwohner; infolge der Reblauskrise im Weinbau und der Mechanisierung der Landwirtschaft sank die Einwohnerzahl danach kontinuierlich auf die Tiefststände der 1940er bis 1970er Jahre ab. Wegen der Nähe zu Angoulême und den auf dem Lande deutlich niedrigeren Immobilienpreisen ist in den letzten Jahrzehnten wieder ein deutlicher Anstieg der Bevölkerungszahlen zu verzeichnen.

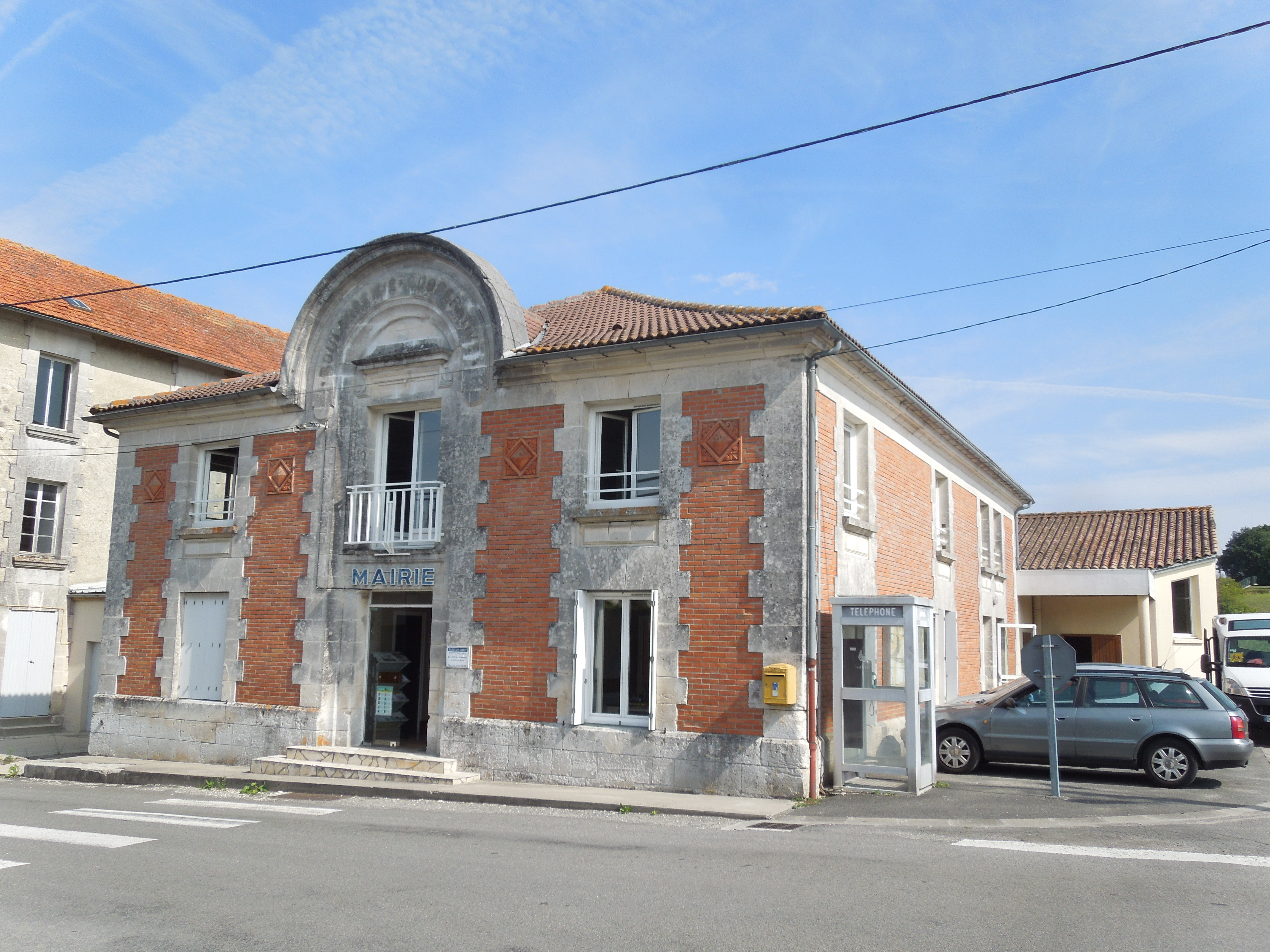
Mairie (Rathaus)

## Wirtschaft
Die Einwohner der Gemeinde lebten jahrhundertelang nach den Prinzipien der Selbstversorgung von der Landwirtschaft; die Städte Cognac und Angoulême kamen wegen ihrer Entfernung kaum als Marktorte infrage. Die Böden der Gemeinde gehören heutzutage zur Grande Champagne innerhalb des Weinbaugebietes Cognac.

## Geschichte
Die Existenz einer romanischen Prioratskirche bezeugt die mindestens bis ins Mittelalter zurückreichende Geschichte des Ortes.

## Sehenswürdigkeiten

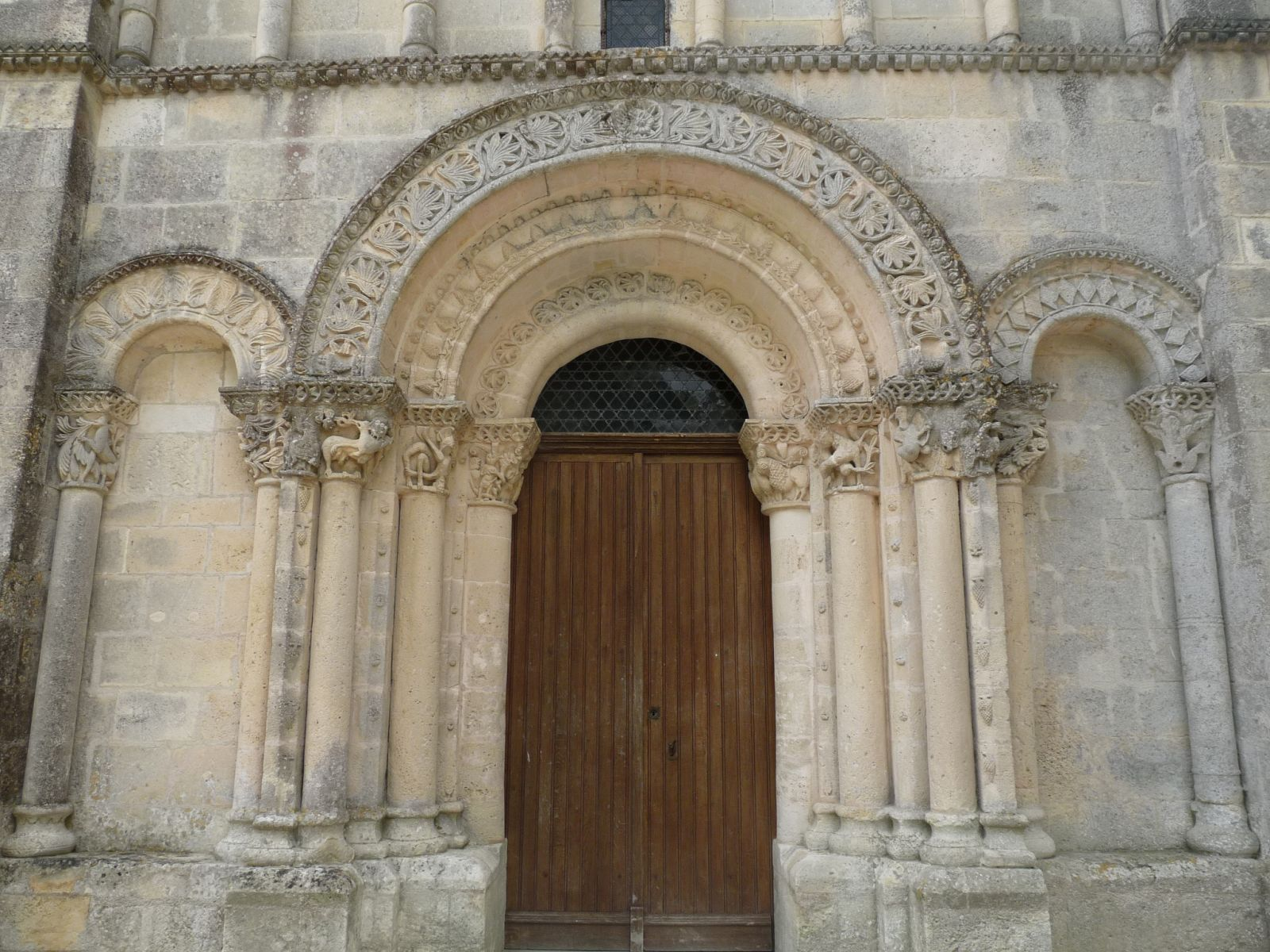
Triumphbogenschema an der Westfassade der Kirche Saint-Pardoux

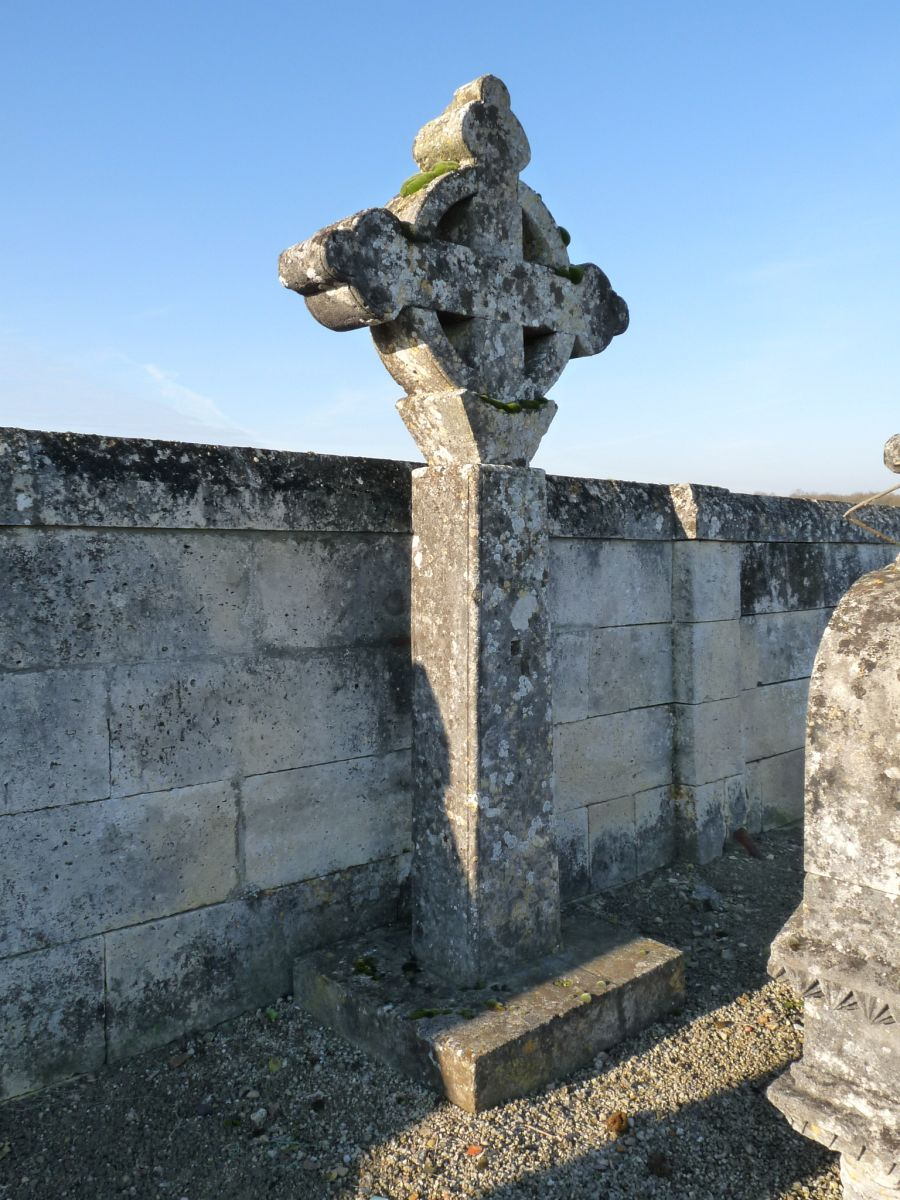
Scheibenkreuz oder Keltenkreuz

- Die Pfarrkirche Saint-Pardoux stammt – abgesehen von einem Kapellenanbau des 14. Jahrhunderts – aus der zweiten Hälfte des 12. Jahrhunderts und war ehemals eine Prioratskirche der Abtei von Baignes. Die polygonal gebrochene Apsis ist im Äußeren durch Halbsäulenvorlagen gegliedert, in die fünf Blendbögen mit schlanken Fenstern eingelassen sind, die ihrerseits von eingestellten Säulchen begleitet und von unterschiedlich ornamentierten Bögen überfangen werden. Den oberen Abschluss bildet ein umlaufender Klötzchenfries mit einem darunter befindlichen Konsolenfries, dessen Zwischenräume (Metopenfelder) ornamental geschmückt sind. Die von Strebepfeilern gerahmte Portalzone der Kirche zeigt das in der Charente häufig anzutreffende Triumphbogenschema mit handwerklich perfekt ausgearbeitetem und sehr gut erhaltenem Dekor an Kapitellen und Archivolten; in der Zone darüber befindet sich eine Arkadenreihe mit sechs Blendbögen und einer etwas höheren mittleren Fensterarkade; darüber verläuft ein Konsolenfries; das Giebelfeld ist dekorlos. Das Kirchenschiff ist von einem im 19. Jahrhundert eingefügten Ziegelsteingewölbe bedeckt; unterhalb des gedrungen wirkenden Vierungsturms befindet sich ein Kuppelgewölbe. Die Kirche wurde im Jahr 1954 als Monument historique[1][2] anerkannt.
- Auf dem alten Friedhof des Ortes steht ein durchbrochenes Scheibenkreuz oder Keltenkreuz, das von einigen Forschern noch dem 11. Jahrhundert zugeordnet wird; spätere Datierungen werden jedoch ebenfalls postuliert. Es ist seit 1990 ebenfalls als Monument historique[3] anerkannt.